# ماركو ليفايا
ماركو ليفايا (بالكرواتية: Marko Livaja) (مواليد 26 أغسطس 1993) هو لاعب كرة قدم كرواتي ، يلعب في مراكز المهاجم الصريح والمهاجم الثاني والجناح الأيمن ، ويلعب حاليًا لنادي لاس بالماس الإسباني.

## روابط خارجية
- ماركو ليفايا على موقع الاتحاد الدولي (مؤرشف)  (الإنجليزية)
- ماركو ليفايا على موقع الاتحاد الأوربي (الإنجليزية)
- ماركو ليفايا على موقع اتحاد كرواتيا (الكرواتية)
- ماركو ليفايا على موقع إي إس بي إن إف سي (الإنجليزية)
- ماركو ليفايا على موقع قاعدة بيانات كرة القدم.إي يو (الإنجليزية)
- ماركو ليفايا على موقع ليكيب (الفرنسية)
- ماركو ليفايا على موقع ناشيونال فوتبول تيمز (الإنجليزية)
- ماركو ليفايا على موقع Soccerbase.com (لاعب) (الإنجليزية)
- ماركو ليفايا على موقع Soccerway.com (الإنجليزية)
- ماركو ليفايا على موقع عالم كرة القدم.نت (الإنجليزية)